# Maxillaria powellii
Maxillaria powellii är en orkidéart som beskrevs av Rudolf Schlechter. Maxillaria powellii ingår i släktet Maxillaria och familjen orkidéer.
Artens utbredningsområde är Panamá. Inga underarter finns listade i Catalogue of Life.